# Phare de Big Bay Point
Le phare de Big Bay Point (en anglais : Big Bay Point Light), est un phare du lac Supérieur situé sur une hauteur près de Big Bay, dans le comté de Marquette, Michigan. Il se trouve à environ 39 km au nord-ouest de Marquette sur la péninsule supérieure du Michigan. Aujourd'hui c'est le seul phare opérationnel avec un bed and breakfast. Il est réputé être hanté.
Ce phare est inscrit au Registre national des lieux historiques depuis le 12 octobre 1988 sous le n° 88001837 au  Michigan State Historic Preservation Office.

## Historique
La création d'une station de signalisation maritime à Big Bay Point a été recommandée au conseil du phare en 1882 pour ériger à mi-chemin entre le phare de Granite Island et le phare des îles Huron dont les feux sont invisibles l'un de l'autre et le tronçon intermédiaire n'est pas éclairé. Un signal lumineux et de brouillard serait une protection pour les paquebots passant entre ces points car un certain nombre de navires ont déjà fait naufrage à Big Bay Point.
Le phare, équipé d'une lentille de Fresnel de troisième ordre, et le signal de brouillard ont été mis en service le 20 octobre 1896. En 1928, les sifflets à vapeur de signalisation de brouillard ont été remplacés par un diaphone pneumatique moderne. En 1941, la station a été automatisée et, en 1961, elle a été désactivée et vendue à des propriétaires privés. En 1990, la lentille de Fresnel d'origine a été récupérée et exposée au Musée maritime de Marquette. Il a été remis en service

### Chambre d'hôtes
Après une période d'abandon de la structure et le manque d'entretien, une restauration a été entreprise et la structure a été revendue en 1979. Des transformations ont été réalisées dans l'intention de la convertir en chambres d'hôtes. Le Big Bay Point Lighthouse Bed-and-Breakfast a été ouvert en 1986. En 1992 il a changé de nouveau de propriétaire. L'accès au parc et des visites de la lumière (et du bâtiment des cornes de brume) sont disponibles.

## Description
Le phare est une tour carrée en brique rouge de 20 m de haut, avec une galerie et une lanterne, attenante à une maison de gardien en brique rouge de deux étages. Le phare est non peint et la lanterne est blanche avec un toit rouge.
Il émet, à une hauteur focale de 27 m, un éclat blanc de 0.4 seconde par période de 6 secondes. Sa portée est de 9.6 milles nautiques (environ 18 km.

## Caractéristiques dufeu maritime
Fréquence : 6 secondes (W)
- Lumière : 0.6 seconde
- Obscurité : 5.4 secondes

Identifiant : ARLHS : USA-053 ; USCG :  7-14705.

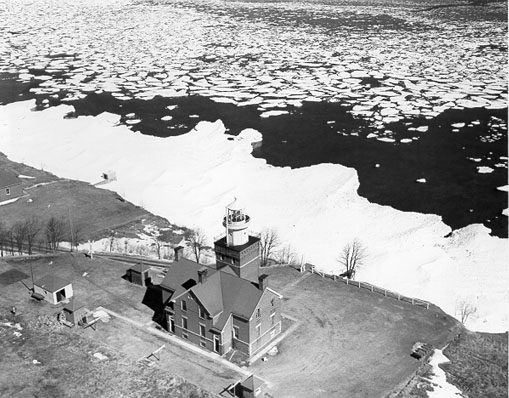
Le phare (photo USCG)
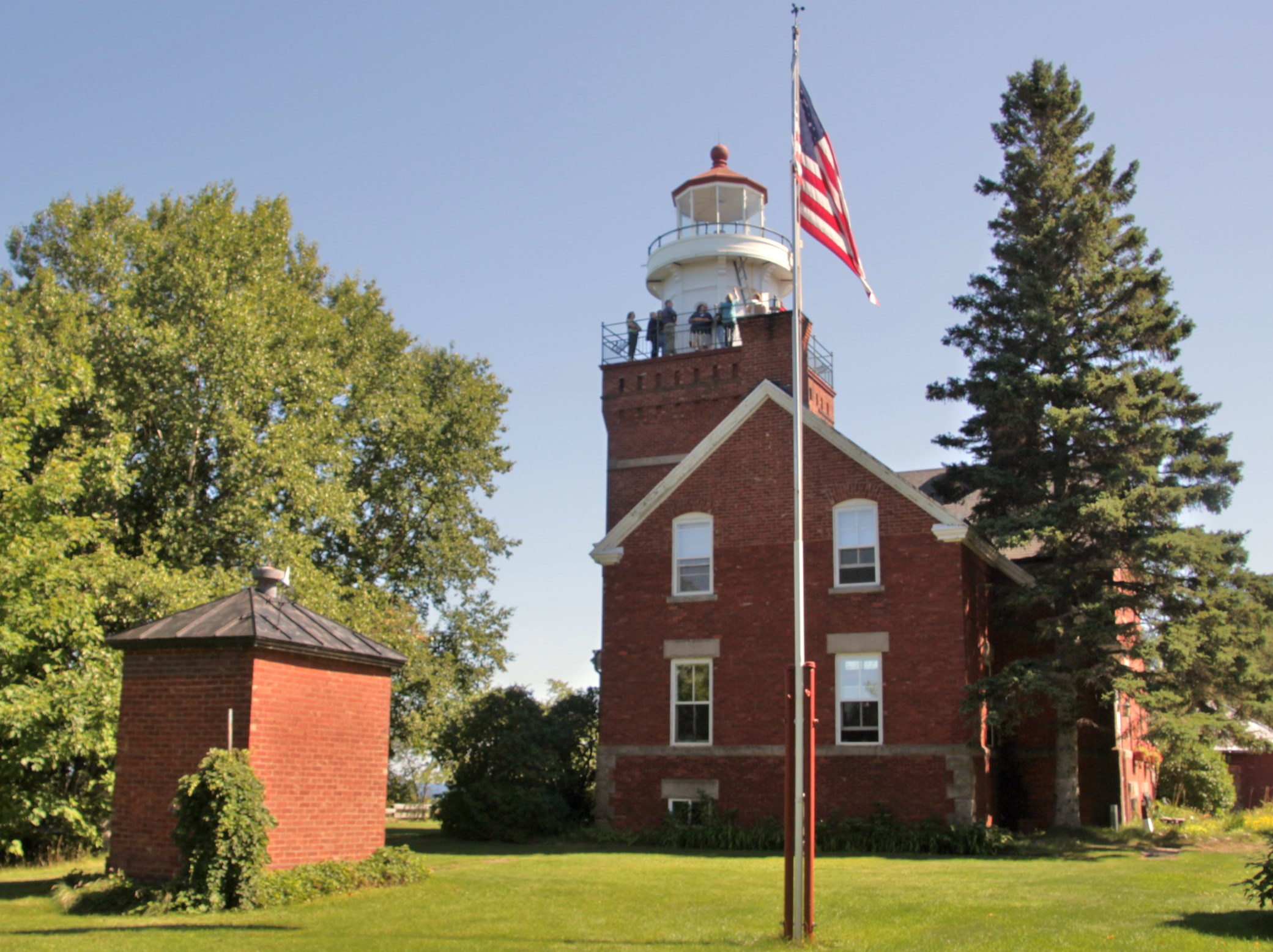
Le phare

### Lien connexe
- Liste des phares au Michigan